# Aladahalli, Belur
Aladahalli là một làng thuộc tehsil Belur, huyện Hassan, bang Karnataka, Ấn Độ.